# Prieuré de Wenlock
Le prieuré de Wenlock est une ancienne abbaye située à Much Wenlock, dans le Shropshire, en Angleterre.

## Histoire
Une première abbaye de Much Wenlock est fondée vers 670 par Merewalh, le roi du peuple anglo-saxon des Magonsæte. Il s'agit d'un monastère double, accueillant à la fois moines et moniales, sous la tutelle de l'abbaye fondée à Iken par le moine Botwulf dans les années 650. Mildburh, fille de Merewalh plus tard vénérée comme sainte, en devient la première abbesse. Dans une lettre rédigée entre 716 et 719, le missionnaire Boniface rapporte une vision qu'aurait eue un moine de Much Wenlock : celle du roi de Mercie Ceolred abandonné par ses anges gardiens en raison des crimes qu'il a commis,. Une série de campagnes de fouilles effectuées à Much Wenlock tout au long du XXe siècle ont permis de mettre en évidence un bâtiment rectangulaire qui pourrait dater du VIIe siècle et donc remonter à la fondation de l'abbaye.
L'abbaye est refondée en 1079 par Roger II de Montgommery en tant que prieuré de l'ordre de Cluny. Durant les travaux de reconstruction, les reliques de Mildburh sont redécouvertes, de même qu'une série de documents, collectivement appelés « testament de sainte Mildburh », qui attestent des droits dont bénéficie l'abbaye sur divers domaines et qui pourraient ou non être des forgeries,.
L'abbaye cesse d'exister en 1540 à la suite de la Dissolution des monastères. Une partie des bâtiments est convertie en résidence privée. Ce domaine de Wenlock Abbey est restauré au XIXe siècle par le député libéral Charles Milnes Gaskell (en).